# بخش ترانمو
بخش ترانمو (به سوئدی: Tranemo kommun) یک ناحیه شهری در سوئد است که در شهرستان وسترا گوتلاند واقع شده‌است.